# Stadsbrudskåren

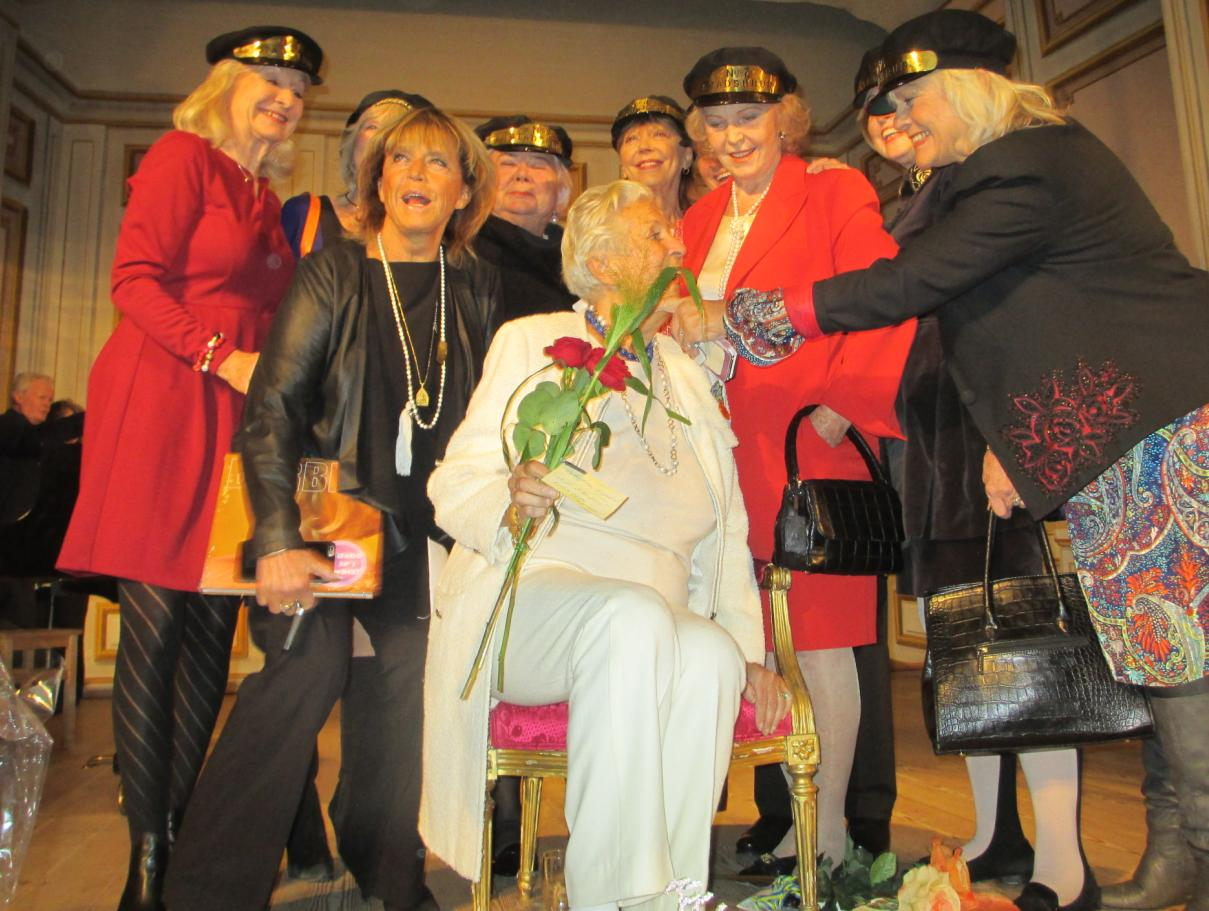
Några av Stadsbrudarna på scen på Confidencen uppvaktar sin medlem Kjerstin Dellert på 90-årsdagen.

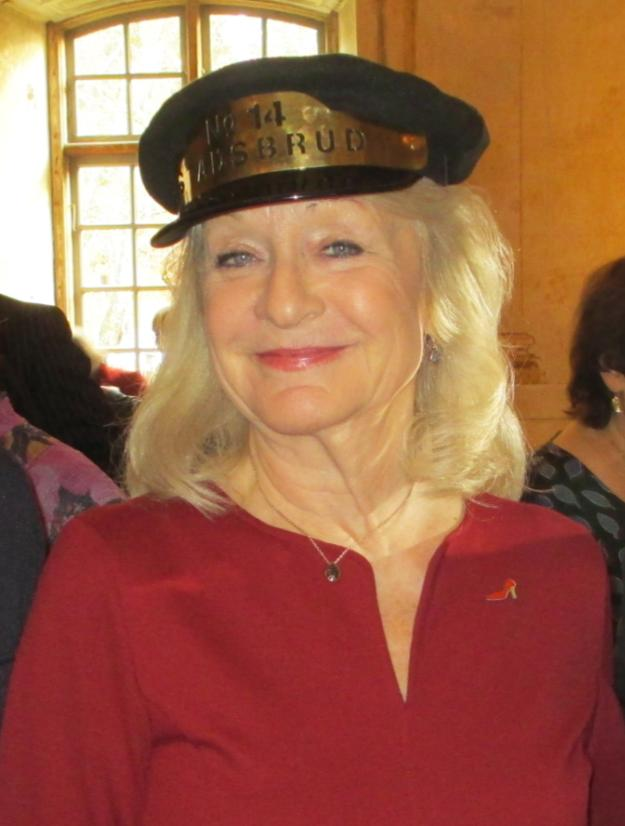
Alexandra Charles bär kårens mössa den 4 november 2015.

Stadsbrudskåren är en ideell förening med säte i Stockholm, grundad 1965 av Chris Platin. Den samlar in pengar som oavkortat ska hjälpa utsatta kvinnor och barn i Storstockholm. Dess ordförande sedan maj 2023 är Babben Larsson. 